# Eckert-Mauchly Computer Corporation

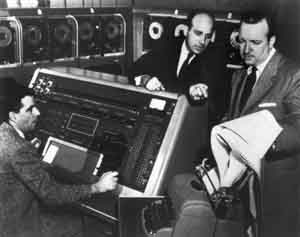
Mitarbeiter von Remington Rand demonstrieren den UNIVAC I des US Census Bureau

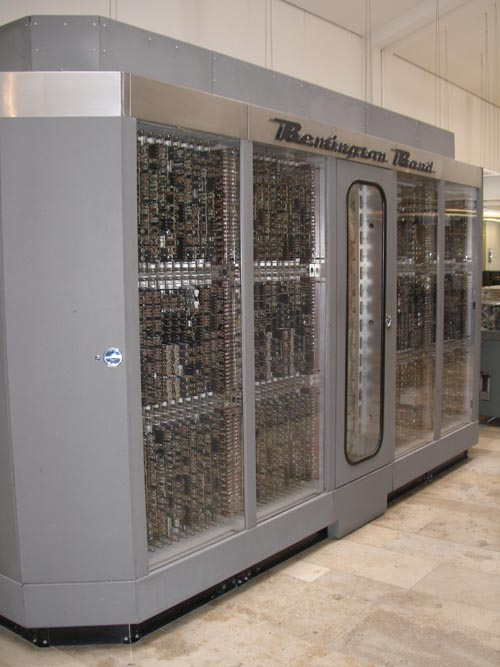
Univac I Factronic im Deutschen Museum in München

Die Eckert-Mauchly Computer Corporation (EMCC) (1946–1950) war ein Computerhersteller, welcher durch J. Presper Eckert und John Mauchly 1946 gegründet wurde. In den Anfängen wurde die Firma auch Electronic Controls Company genannt. Nachdem Eckert und Mauchly den ENIAC für die Universität von Pennsylvania gebaut hatten, wollten sie die Rechnerarchitektur kommerziell für militärische und zivile Rechner verwerten.

## Geschichte
Nachdem der ENIAC gebaut war, kam es zu gerichtlichen Streitigkeiten zwischen Eckert, Mauchly und der Universität von Pennsylvania. Die Universität beanspruchte die Patente, welche während des Baus der ENIAC durch Eckert und Mauchly beantragt worden waren, und wollte die beiden dazu zwingen, die Patente auf die Universität zu überschreiben. Eckert und Mauchly verließen anschließend die Hochschule und gründeten die EMCC.

## Die ersten Projekte
EMCCs erstes Projekt war der BINAC, eine kleine Version des ENIAC, welcher für die Northrop Corporation gebaut wurde. Die Kostenschätzung der EMCC für den Bau des BINAC war eine der schlechteren Arbeiten, und schon im Sommer darauf war die EMCC in finanziellen Schwierigkeiten. Harry L. Straus, Vizepräsident der American Totalisator Company, sprang als Investor ein. 1949 starb Harry Straus bei einem Flugzeugunglück, und die American Totalisator Company zog ihre finanzielle Beteiligung wieder ab. Der BINAC wurde 1949 ausgeliefert.
1948 bekam EMCC den Auftrag, einen Rechner für das US Census Bureau zu bauen, welcher für die Volkszählung 1950 bereit sein sollte. Weitere Aufträge kamen von der US Army und der US Navy. Nachdem EMCC in der McCarthy-Ära angeklagt wurde, Ingenieure mit kommunistischer Gesinnung eingestellt zu haben, verloren sie diese Aufträge und verloren auch die Sicherheitsklassifizierung, Aufträge für das amerikanische Militär zu bearbeiten. Mauchly wurde verboten, das Firmengelände zu betreten. Erst zwei Jahre später, nachdem ihn eine Anhörung freigesprochen hatte, wurde das Verbot aufgehoben. Mauchly arbeitete während dieser Zeit daheim.
Als 1951 der UNIVAC I dem US Census Bureau übergeben wurde, läutete er die Ära kommerzieller elektronischer Rechenanlagen ein, und für einige Jahre wurde die Bezeichnung UNIVAC stellvertretend für alle Computer benutzt. Dies war der erste Einsatz eines für kommerzielle Zwecke hergestellten Rechners weltweit.
Berühmt wurde der UNIVAC nach der Präsidentschaftswahlnacht 1952. Mit ihm wurde eine Hochrechnung erstellt, basierend auf 7 % der ausgezählten Stimmen. Als Ergebnis sagte er um 9 Uhr abends einen Erdrutschsieg für Eisenhower voraus, im Widerspruch zu konventionell ermittelten Prognosen eines Kopf-an-Kopf-Rennens. Die Auftraggeber trauten der UNIVAC-Prognose nicht und beschlossen, sie nicht zu veröffentlichen. Später stellte sich heraus, dass sie recht genau war: Die vorausgesagte Wahlmännerverteilung von 438 für Eisenhower und 93 für Stevenson kam nah an die tatsächliche Verteilung von 442:89 heran. Dieses Ergebnis machte den UNIVAC weltweit bekannt.

## Übernahme durch Remington Rand
Wie auch beim BINAC waren die Kostenschätzungen für den Bau des UNIVAC zu optimistisch, und EMCC war wieder in finanziellen Schwierigkeiten. Anfang 1950 war die Firma zum Kauf ausgeschrieben. Die Eckert-Mauchly Computer Corporation wurde am 15. Februar 1950 von Remington Rand übernommen und als Geschäftseinheit UNIVAC in die Remington-Rand-Organisation eingebunden.